# نسرين (ممثلة)
نسرين محمد (20 نوفمبر١٩٥٦)، ممثلة مصرية معتزلة.

## حياتها
تخرجت من المعهد العالي للموسيقى (الكونسرفتوار)، ظهرت في عدد من  أفلام خلال فترة سبعينات القرن العشرين، منها (أبناء للبيع، الحفيد، بديعة مصابني)، ثم اتجهت إلى الدراما التلفزيونية، ومن مسلسلاتها (الشهد والدموع، رحلة السيد أبو العلا البشري، عالم عم أمين).
تزوجت للمرة الأولى من الملحن محمد ضياء الدين بعد أن غنت معه كطفلة أغنية «البالونة»، ثم تزوجت من الممثل محسن محي الدين واشتركا معاً في كتابة فيلم شباب على كف عفريت، لعبت بطولة عدد من المسلسلات التلفزيون.

## حياتها الخاصة
تزوجت في عمر الـ 16 عاماً ثم توفى زوجها الأول، أنجبت منه بنت، بعدها تزوجت من الفنان محسن محي الدين وأنجبت منه رنا وعمر، اعتزلت التمثيل عام 1991 وارتدت الحجاب.
رفضت نسرين العديد من العروض الفنية للعودة مرة أخرى للتمثيل، وقررت ان يكون قرار الإعتزال نهائياً ولاعودة فيه، وذلك بحسب ما صرح به زوجها الفنان محسن محي الدين.

## أعمالها

### من الأفلام
- الحفيد.
- اتنين واحد صفر.
- شباب على كف عفريت.
- شيلني وأشيلك.
- بديعة مصابني.

### من المسلسلات
- الموج والصخر
- فرصة العمر.
- الشهد والدموع.
- عابر سبيل.
- المشربية.
- رحلة السيد أبو العلا البشرى.
- رحلة عذاب.
- صيام صيام.
- الباحثة.
- اصابع الزمن.
- على أبواب المدينة.
- سبع صنايع.
- فوازير جدو عبدو - فوازير رمضان.
- أشواقي بلا حدود

### من المسرحيات
- ليلة الزفاف.
- فندق الثلاث ورقات.
- مسألة مبدا.
- عالم يهوس.
- فندق الثلاث ورقات.
- آخر موضة.
- هاللو دوللي.
- صانعة الألعاب.

## وصلات خارجية
- نسرين على موقع IMDb (الإنجليزية)
- نسرين على موقع الدهليز
- نسرين على موقع قاعدة بيانات الأفلام العربية